# Aiken
Aiken és una població dels Estats Units a l'estat de Carolina del Sud. Segons el cens del 2006 tenia 28.829 habitants.

## Demografia
Segons el cens del 2000, Aiken tenia 25.337 habitants, 10.287 habitatges i 6.758 famílies. La densitat de població era de 604,6 habitants/km².
Dels 10.287 habitatges en un 28,1% hi vivien nens de menys de 18 anys, en un 48,9% hi vivien parelles casades, en un 13,7% dones solteres, i en un 34,3% no eren unitats familiars. En el 29,6% dels habitatges hi vivien persones soles l'11,6% de les quals corresponia a persones de 65 anys o més que vivien soles. El nombre mitjà de persones vivint en cada habitatge era de 2,34 i el nombre mitjà de persones que vivien en cada família era de 2,9.
Per edats la població es repartia de la següent manera: un 23,2% tenia menys de 18 anys, un 9,4% entre 18 i 24, un 25,5% entre 25 i 44, un 24% de 45 a 60 i un 17,8% 65 anys o més.
L'edat mediana era de 40 anys. Per cada 100 dones de 18 o més anys hi havia 83 homes.
La renda mediana per habitatge era de 44.172$ i la renda mediana per família de 56.033$. Els homes tenien una renda mediana de 50.577$ mentre que les dones 26.328$. La renda per capita de la població era de 23.172$. Entorn del 10,1% de les famílies i el 14,4% de la població estaven per davall del llindar de pobresa.

## Poblacions més properes
El següent diagrama mostra les poblacions més properes.